# Церковь Святого Иоанна Крестителя (Самарканд)
Церковь святого Иоанна Крестителя — католическая церковь, находящаяся в Самарканде, Узбекистан. Входит в состав апостольской администратуры Узбекистана.

## История
В 1915 году в Самарканд стали прибывать военнопленные поляки, австрийцы и венгры. В этом же году было получено разрешение на строительство католического храма в Самарканде. Для строительства церкви был выделен земельный участок на современной улице Махмуда Кошгария. Церковь по проекту архитектора Е. Нелле была построена в 1916 году. Во время советской власти храм был закрыт и в нём находился спортивный зал.
В 1995 году по инициативе священника Джона Ролоффа в Самаркаде был зарегистрирован католический приход, которому в 1997 году был передан храм святого Иоанна Крестителя. 27 марта 1999 года состоялось освящение церкви.
В настоящее время настоятелем прихода является священник из монашеского ордена

## Галерея

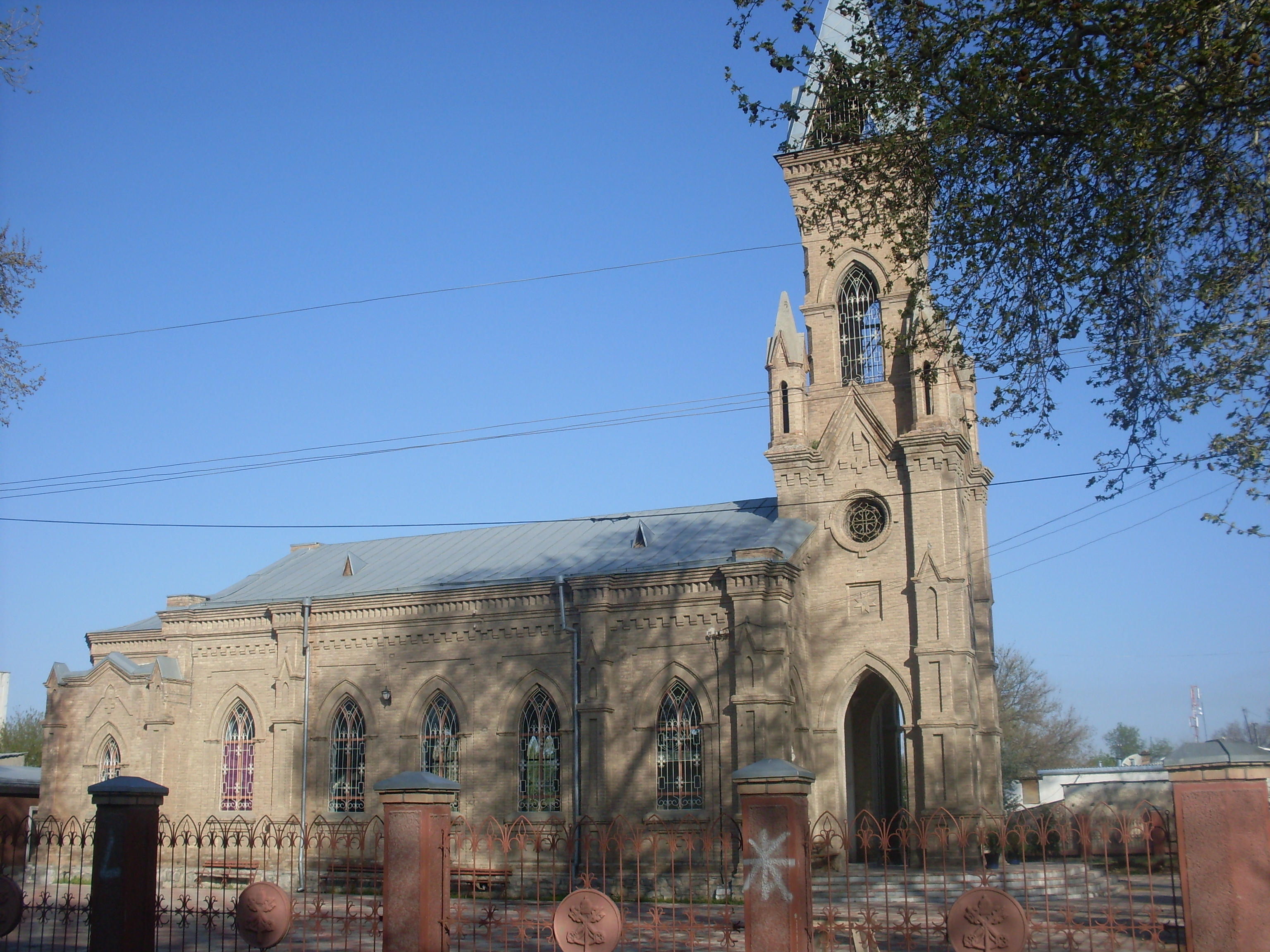
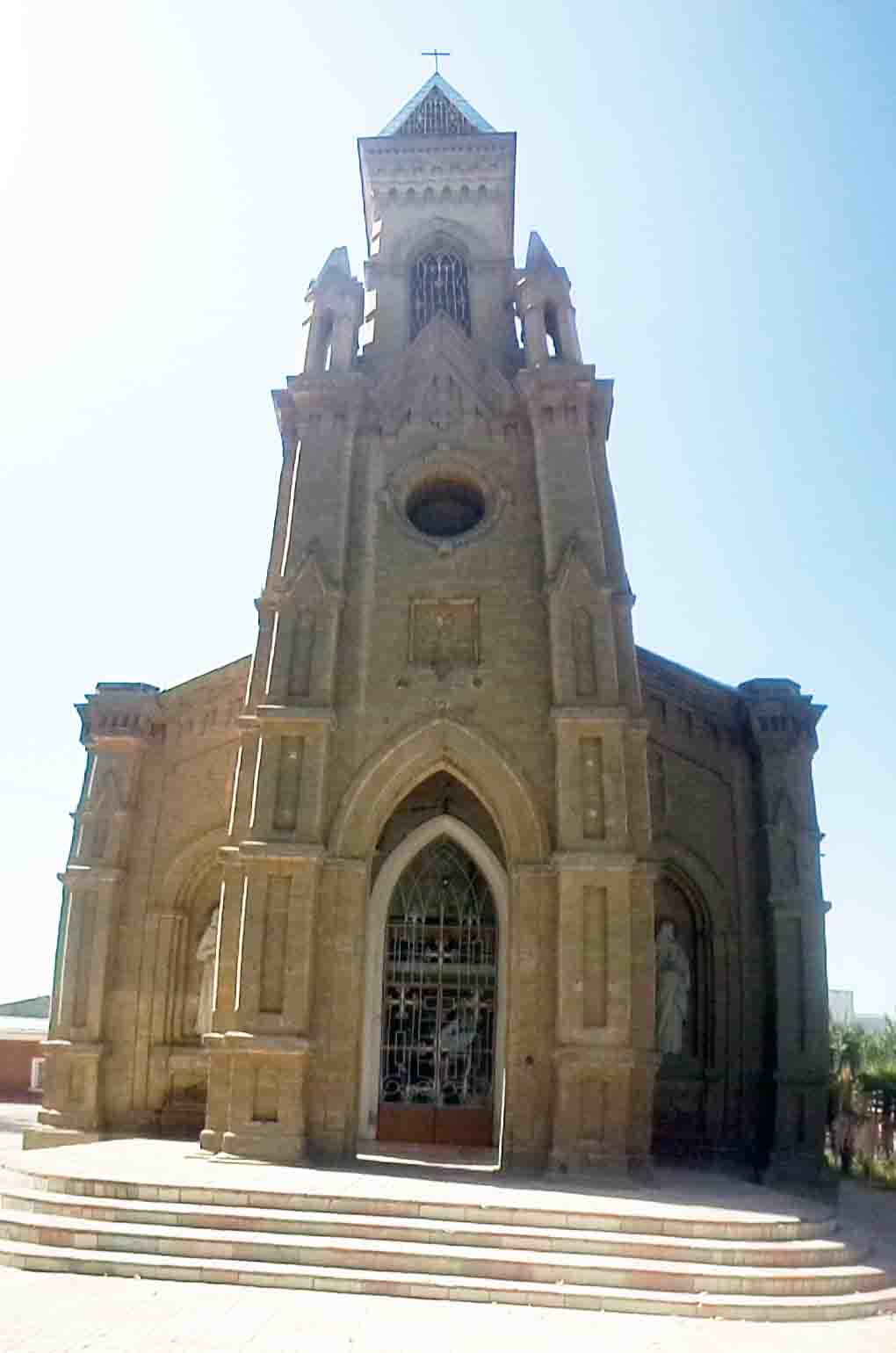
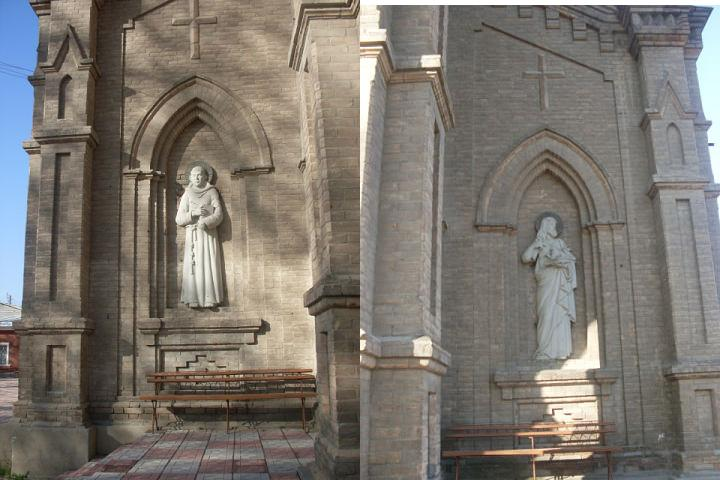
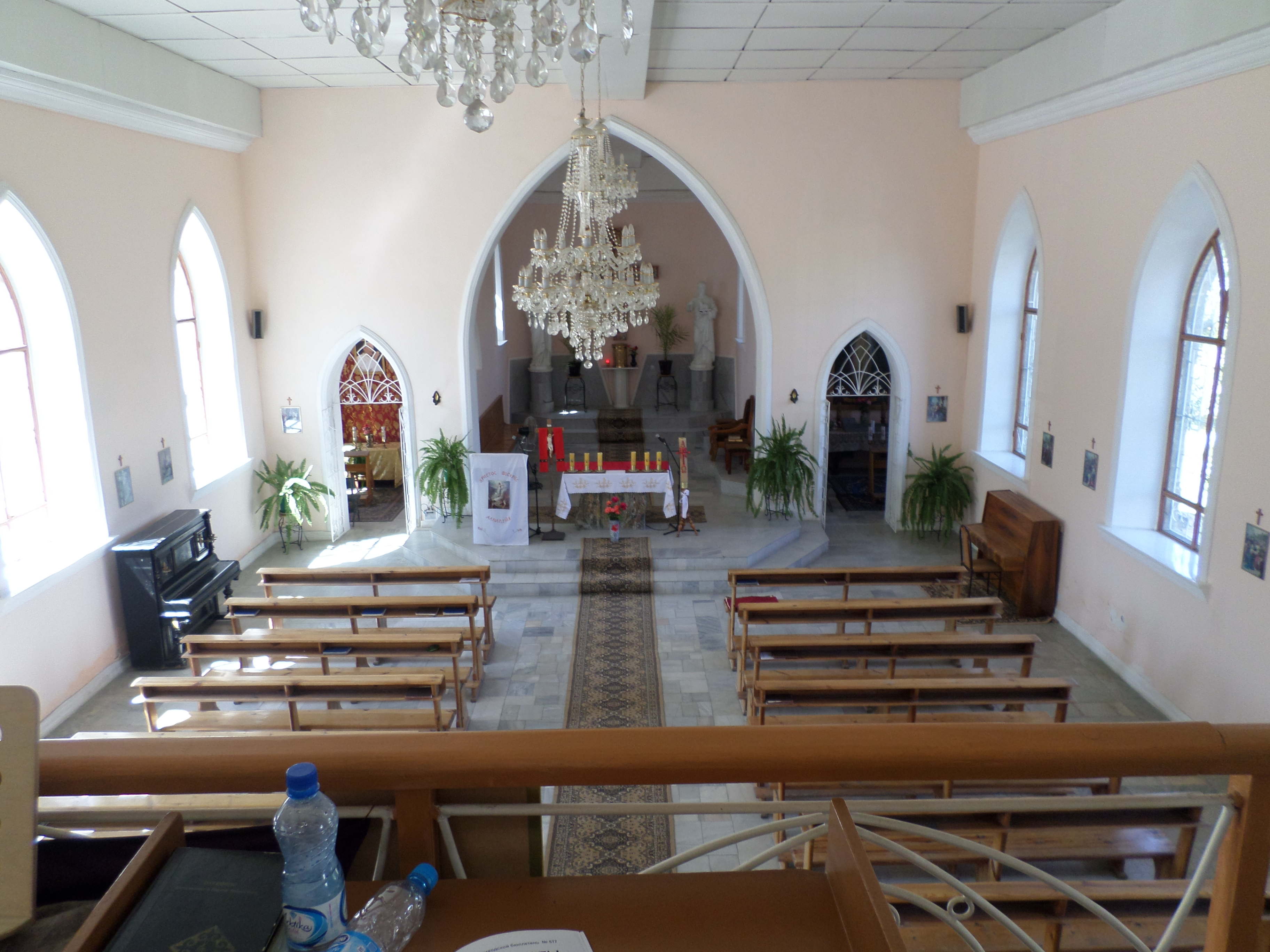
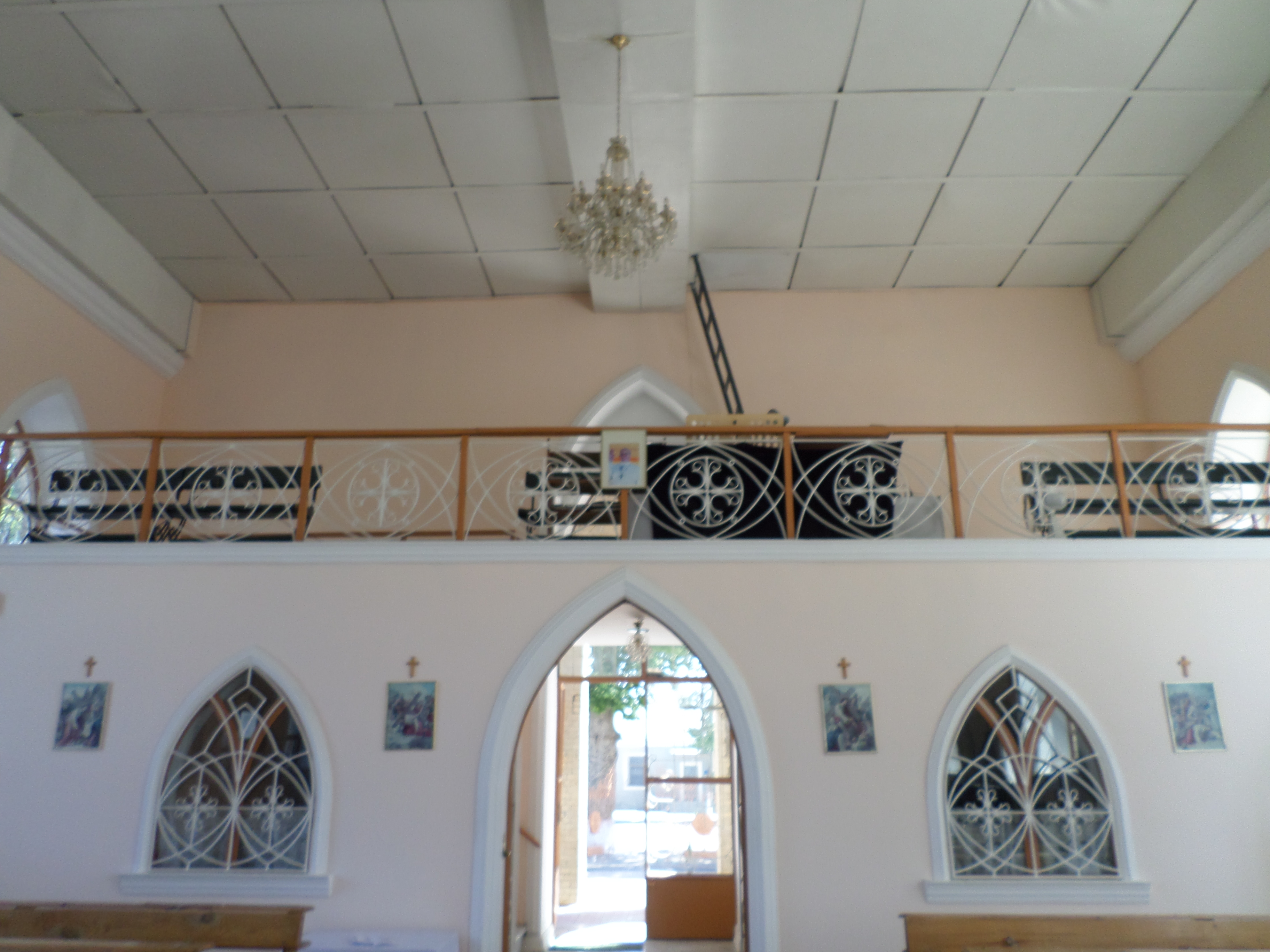